# Pine Ridge (South Dakota)
Koordinaten: 43° 1′ 32″ N, 102° 33′ 23″ W
Pine Ridge (Lakota wazíbló) ist eine Siedlung in Oglala Lakota County im US-Bundesstaat South Dakota. Pine Ridge ist keine Gemeinde im Sinne US-amerikanischer Gesetze, sondern ein Census-designated place. Pine Ridge ist der Sitz der Verwaltung der gleichnamigen Indianer-Reservation.
Das U.S. Census Bureau hat bei der Volkszählung 2020 eine Einwohnerzahl von 3138 ermittelt.
Die Siedlung grenzt im Süden an Whiteclay, Nebraska. Benannt wurde Pine Ridge nach den Kiefern, die in der Gegend an Hängen wachsen. Die Siedlung wurde als Stützpunkt des Bureau of Indian Affairs (BIA) gegründet und hieß deshalb ursprünglich Pine Ridge Agency. Pine Ridge liegt in der Gegend von Wounded Knee, dem Ort des 1890 stattgefunden gleichnamigen Massakers an Indianischen Ureinwohnern. Der Name ist ein Symbol der Unterdrückung der indigenen Bevölkerung durch Weiße Siedler. Pine Ridge wird mehrheitlich (94 %) von Oglala-Lakota-Sioux-Indianern bewohnt. Die Siedlung ist Sitz der 1888 von katholischen Jesuiten gegründeten Red Cloud Indian School, die bis 1969 Holy Rosary Mission hieß. Daneben besitzt Pine Ridge auch eine öffentliche Schule. Pine Ridge ist auch weiterhin ein Standort des BIA. Russell Means, der bekannte Schauspieler, Aktivist und Führer der American Indian Movement, stammte aus der Gegend um Pine Ridge.